# Њујоршки плавци (1. сезона)
Њујоршки плавци је Америчка телевизијска поливијска серија смештена у Њујорк и која приказује унутрешње и спољашње борбе измишљене 15. станице на Менхетну. Свака епизода типично приказује неколико описа главних ликова.
Сезона 1 је емитована од 21. септембра 1993. до 17. маја 1994. године. Прва сезона серије је освојила 26 Еми номинације и шест награда.

## Опис
Џон Кели и Енди Сиповиц су детективи из 15. станице. Сиповиц је старији партнер и алкохоличар који пије и на послу и ван дужности и његово понашање изазива сумњу да партнерство неће још дуго трајати. Кели доста утиче на свог партнера, али постаје забринут Сиповицевим понашањем. Уз алкохололизам, Сиповиц је негативан, женомрзац, хомофобичан и пун предрасуда. На почетку Сиповица је упуцао осумњичени кога је нанао и понизио раније. То је довело до одлуке да се отрезни и сачува свој посао.
Док му се партнер опоравља, шеф одељења, Артур Фенси, ради са Келијем и младим детективом из одељења за Анти-Злочина, Џејмсом Мартинезом. Келијев лични живот није помамљен. Пролази кроз развод са женом, Лором и тренутно је увези са униформисаном полицајаком, Џенис Ликалси. Да се свар закомпликује даље, Ликалсијин отац је на потерници мафијашког шефа Анђела Марина. Ликалсијева је, у покушају да заштити оца, наредила да "убију" Келија. У место тога, Ликалсијева је убила Марина и последице се враћају по њу и Келија.
Сиповиц се, у међувремену, отрезнио и започео везу са ПОТ Силвијом Костас док је други детектив из одељења, Гред Медавој, који је ожењен, започео везу са одељенским личним административним помоћником, Доном Абандандо.

## Улоге

### Главне
- Дејвид Карусо као Џон Кели
- Денис Франц као Енди Сиповиц
- Џејмс МекДенијек као Артур Фенси
- Шери Стрингфилд као ПОТ Лора Мајклс
- Ејми Бренеман као Џенис Ликалси
- Николас Туртуро као Џејмс Мартинез

### Епизодне
- Шерон Лоренс као ПОТ Силвија Костас (Епизоде 1, 4, 6-9, 11, 13-16, 18-22)
- Гордон Клап као Грег Медавој (Епизоде 3, 5-6, 8-19, 21-22)
- Гејл О’Греди као ЛАП Дона Абандандо (Епизоде 8-22)

## Епизоде
| Бр. у серији | Бр. у сезони | Наслов               | Редитељ            | Сценариста                                  | Емитовање           |
| --- | ------------ | -------------------- | ------------------ | ------------------------------------------- | ------------------- |
| 1 | 1            | Почетак              | Грегори Хоблит     | Дејвид Милч, Стивен Бочко                   | 21. септембар 1993. |
| Кели креће на мафијаша након што је његовог партнера, Ендија Сиповица, упуцао гангстер. Келијева жена хоће развод. Напомена: Прва појава Џона Келија, Ендија Сиповица, Артура Фенсија, ПОТ Лоре Мајклс, Џенис Ликалси, Џејмса Мартинеза и ПОТ Силвије Костас. |              |                      |                    |                                             |                     |
| 2 | 2            | Бити или не бити     | Грегори Хоблит     | Дејвид Милч, Стивен Бочко                   | 28. септембар 1993. |
| Док се Сиповиц полако опоравља од рањавања, каже да се не сећа ко га је упуцао. Кели се појваљује на суду у име човека чији је син убијен у пуцњави из аутомобила у покрету. Лорин комшија, Џош Голдштајн, носи скривено оружје у нади да изненади особу која га је опљачкала. |              |                      |                    |                                             |                     |
| 3 | 3            | Браон апетит         | Грегори Хоблит     | Дејвид Милч, Стивен Бочко                   | 5. октобар 1993.    |
| Кели и Сиповиц истражују дављење када неко из случаја Марино умеша Ликалсиног оца у то. Кели се понаша као телохранитељ милионеровој жени, а Сиповиц спроводи личну освету против Ђарделе. Напомена: Прва појава Грега Медавоја. |              |                      |                    |                                             |                     |
| 4 | 4            | Права признања       | Чарлс Хед          | Арт Монтерастели, Дејвид Милч, Стивен Бочко | 12. октобар 1993.   |
| Кели и Сиповиц истражују дупло убиство у продавници алкохлоних пића. Гђа. Вагнер тражи освету против свог мужа, а Голдштајн фатално игнорише Келијева упозорења о сукобљавању са криминалцима. |              |                      |                    |                                             |                     |
| 5 | 5            | Емисија обављена     | Мајкл М. Робин     | Тед Мен                                     | 19. октобар 1993.   |
| Мартинез је открио да му је брат изгубио посао и наставио да се дрогира. Док Џејмс планира да га одведе на детоксикацију, њих двојица налећу на настојника који, према Роберту, тера станаре из зграде због новца. Мартинез открива да је наастојник у ствари полицајац Џек Хенлон из друге станице који је дошао у НЈПО са оцем Џона Келија. Након смрти још једног станара из Робертове зграде Кели помаже Мартинезу у привођењу Хенлона правди спашавајући Мартинеза да проведе своју каријеру у Унутрашњој контроли. |              |                      |                    |                                             |                     |
| 6 | 6            | Лична грешка         | Бред Силберлинг    | Дејвид Милч                                 | 26. октобар 1993.   |
| Kели је принуђен да ухапси пријатеља након расправе на терену за кошарку које је резултирала смрћу. Сиповиц сумњичи мужа да скрива истину о пуцњави на његову жену. Ликалсијева брзо мислећи спашава Келијев живот у току рације. |              |                      |                    |                                             |                     |
| 7 | 7            | НЈПО-вски Лу         | Грегори Хоблит     | Тед Мен                                     | 2. новембар 1993.   |
| Сиповиц и Кели исражују нестанак једног момка. Сиповицев удаљени син најављује веридбу са женом која је сумњива оцу. Лора је сведок у убиству Гарделе из заседе. Човек који тврди да је вукодлак је можда сведок убиству. |              |                      |                    |                                             |                     |
| 8 | 8            | Бура у ш-шољи        | Данијел Сакхајм    | Гарднер Стерн                               | 16. новембар 1993.  |
| Кели испитује човека који је осумњичен за низ такси пљачки, а једна од њих се завршила смрћу таксисте. Сиповиц иде на тајни задатак у топлес бар. Поручник Фенси запошљава Дону Абандандо, цивила, као личног административног помоћника у одељењу. Напомена: Прва појава ЛАП Доне Абандандо. |              |                      |                    |                                             |                     |
| 9 | 9            | Ледене глупости      | Денис Дуган        | В. К. Скот Мајер                            | 30. новембар 1993.  |
| Када је Роберто, Мартинезов брат, умро од предозирања, њихов отац тражи освету. Ликалсијеву цењује мафија. Медавој, тражећи решење за свој проблематични брак, прихвата Донин позив на скијање. |              |                      |                    |                                             |                     |
| 10 | 10           | Оскар, Мајер, Вајнер | Бред Силберлинг    | Тед Мен, Гарднер Стерн                      | 7. децембар 1993.   |
| Кели истражује брутално убиство и пљачку породица, а Холивудски сценариста пријављује украденог Оскара. У међувремену Ликалсијева игнорише Келијева упозорења и говори Ластарзу да је уцењује мафија. |              |                      |                    |                                             |                     |
| 11 | 11           | Из зеца у вечност    | Ерик Лановил       | Дејвид Милч, Бертон Армус                   | 14. децембар 1993.  |
| Фенсијева малтретира командир Харвил, који га оптужује за лоше вођење детектива. Кели и Сиповиц истражују нестанак младе девојке док сиромашна мајка прихвата да сведочи против човека који је осумњичена да је починио оружану пљачку. Сиповиц схвата да Харвил покушава да премести Фенсија због привидне уцене преко мафијашког убиства. Особље у станици прима поклоне на слављу које воде за неку децу. |              |                      |                    |                                             |                     |
| 12 | 12           | Горе на крову        | Мајкл М. Робин     | Џорџ Д. Патнам                              | 4. јануар 1994.     |
| Потера се завршава када је тело Томија Линарда пронађено у ноћном клубу. Пљачкаш користи лажне банкомате за пљачкање људи, а Фенси покушава дадобије привремену старатељство над дечаком чија је мајка завршила на одвикавању. |              |                      |                    |                                             |                     |
| 13 | 13           | Отета Абандандова    | Грегори Хоблит     | Дејвид Милч, Стивен Бочко                   | 11. јануар 1994.    |
| Детективи истражују убиство човека чија је жена недавно премештена у станицу. Жена тврди да хоће да тужи мужа због насиља у породици, али до тога не долази. Медавој започиње везу са Доном. |              |                      |                    |                                             |                     |
| 14 | 14           | Скочи, Џек Флајшмене | Рик Волас          | Дејвид Милч, Стивен Бочко                   | 18. јануар 1994.    |
| Детективи траже убицу травестита, док муж жртве оптужује жену јер се провокативно обукла. Сиповицев састанак са зубаром се прекида када доктор прети да ће да почини убиство. |              |                      |                    |                                             |                     |
| 15 | 15           | Стероидни Рој        | Феликс Алкала      | Ен Бидерман                                 | 8. фебруар 1994.    |
| Детективи постају главни осумњичени у сумњивом самоубиству полицијског доушника. Лора верује да је Кели можда превидео неки доказ у истрази убиства. |              |                      |                    |                                             |                     |
| 16 | 16           | Одједном риба        | Лесли Линка Глатер | Дејвид Милч, Стивен Бочко                   | 15. фебруар 1994.   |
| Девојку смртно болесног милионера уцењује бивши дечко, а Сиповиц истражује пљачку Вијетнамског ветерана. |              |                      |                    |                                             |                     |
| 17 | 17           | Црнац може да скочи  | Хесус С. Тревињо   | Дејвид Милч, Стивен Бочко                   | 1. март 1994.       |
| Детекиви истражују убиство црнца чији је отац узео ствар у своје рука када је осумњичени побегао. Сиповиц сумња да приватни истражитељ користи искоришћава човека чија је ћерка нестала пре две и по године. |              |                      |                    |                                             |                     |
| 18 | 18           | Зепои браће Маркс    | Мајкл М. Робин     | Дејвид Милч, Стивен Бочко                   | 22. март 1994.      |
| Након што је сведок упуцан на улици, детективи журе да спасу случај против двојице браћа који планирају да убију Лору. |              |                      |                    |                                             |                     |
| 19 | 19           | Домар Серџ           | Лесли Линка Глатер | Бил Кларк                                   | 29. март 1994.      |
| Кели, Медавој и Мартинез воде потрагу за телом девојке на депонији Стејтенског острва, а проналазе друго тело у распадању. Енди покушава да очисти име Ендија мл. након што му је син ухапшен због диловања. |              |                      |                    |                                             |                     |
| 20 | 20           | Добра времена, Чарли | Грегори Хоблит     | Дејвид Милч, Стивен Бочко                   | 3. мај 1994.        |
| Кели и Сиповиц истражују смрт једне од много љубавница Чарлија Лира. Ликалсијева добија неочекивано унапређење. Сиповиц има грубо мишљење након упознавања са Костасином породицом на рођендану. Фенсијева жена говори мужу да је трудна. |              |                      |                    |                                             |                     |
| 21 | 21           | Оружја и ружичњак    | Мајкл М. Робин     | Дејвид Милч, Стивен Бочко                   | 10. мај 1994.       |
| Медавој и Мартинез замало избегавају смрт када је бесни возач покушао да их убије, а онда се суочавају са неким Афроамериканцима који верују да су убили једног црнца без разлога. Ликалсијева признаје убиство Марина, а Сиповиц покушава да оде на састанак Анонимних алкохоличара. У међувремену Медавој окреће нови лист након што се развео од жене која га је варала. |              |                      |                    |                                             |                     |
| 22 | 22           | Рокајућа Робин       | Грегори Хоблит     | Џоди Ворт                                   | 17. мај 1994.       |
| Детективи истражују убиство свештеника чије је тело пронађено у парку где су често жигола. Сиповиц поново отвара истрагу нестанка пријатељеве ћерке. Док Кели и Робин постају љубавници, Ликалсијеву пуштају уз кауцију. Напомена:Последња појава ПОТ Лоре Мајклс. |              |                      |                    |                                             |                     |